# Hajdu Zoltán (költő)
Hajdu Zoltán (Radnótfája, 1924. december 16. – Bukarest, 1982. február 12.) erdélyi magyar  költő, műfordító, festőművész, zeneszerző.

## Életpályája
Hajdu Győző testvérbátyja. Középiskolai tanulmányait a Marosvásárhelyi Református Kollégiumban végezte. Második világháborús hátgerincsérülése és kétévi belgiumi és dániai hányódás után hazatérve bekapcsolódott a Magyar Népi Szövetség munkájába. Költői egyénisége ebben az időben bontakozott ki.
Kötetben a fiatal költők 50 vers című antológiája közölte először költeményeit (1950). Ugyanebben az évben a Sütő Andrással közösen írt Mezítlábas menyasszony című színjátékáért (bemutatták Kolozsvárt, könyvalakban 1950) állami díjat kapott. Később különböző bukaresti szerkesztőségekben dolgozott (Falvak Dolgozó Népe, Művelődés, Román Rádió), majd Marosvásárhelyen az Állami Székely Népi Együttes – a későbbi nevén Maros Művészegyüttes – megszervezője és egy ideig igazgatója. Ő szervezte meg a marosvásárhelyi Pionír-együttest is, amely rövid idő alatt híressé vált. Az 1960-as évek közepén betegsége miatt nyugdíjaztatását kellett kérnie, ettől kezdve ismét Bukarestben élt haláláig. Költészetét kezdetben a harsány, agitatív társadalmi kiállás jellemzi.
Érdeklődése később szélesebbé válik, el is mélyül, de ezt a folyamatot nem kíséri megfelelő formai-művészi fejlődés. A kicsinyeknek írott versei viszont mindvégig gazdagították a gyermekirodalmat. Élete utolsó másfél évtizedében zeneszerzéssel és nonfiguratív festészettel is foglalkozott. Mint zeneszerző, hangszeres és dalműveket írt, ezeket alkalomszerűen Bukarestben, Marosvásárhelyen, valamint Bécsben és Brüsszelben adták elő. Donáth Lujza (nevének anagrammája) álnéven könnyűdalokat is szerzett.
Mint műfordító Vincze Ferenccel együtt ültette át magyarra V. Poljakov Nevetni nem vétek c. munkáját (1956) és Minden napra egy mese c. alatt tolmácsolta Victor Tulbure gyermekmeséit (1978).

## Önálló kötetei
- Mindhalálig (1951)
- Kirándulás (versek R. Tenkei Lívia illusztrációival, 1954)
- Csillag a Maroson (1955)
- Egyszerű ének (versek, Marosvásárhely 1956)
- Farkastanya (gyermekversek Helmut Arz rajzaival, 1956)
- Furulyaszó (versek, Nagy Pál címlapjával, Marosvásárhely 1957)
- Kövek az útszélen (versek, 1964)
- Égszínkék mágia (versek, 1970)
- Forró vizet a kopacnak! (1972, románul Victor Tulbure fordításában, 1975)
- Kérdező (Budapest 1978).